# Western Union

Äldre logotyp

Ny logotyp

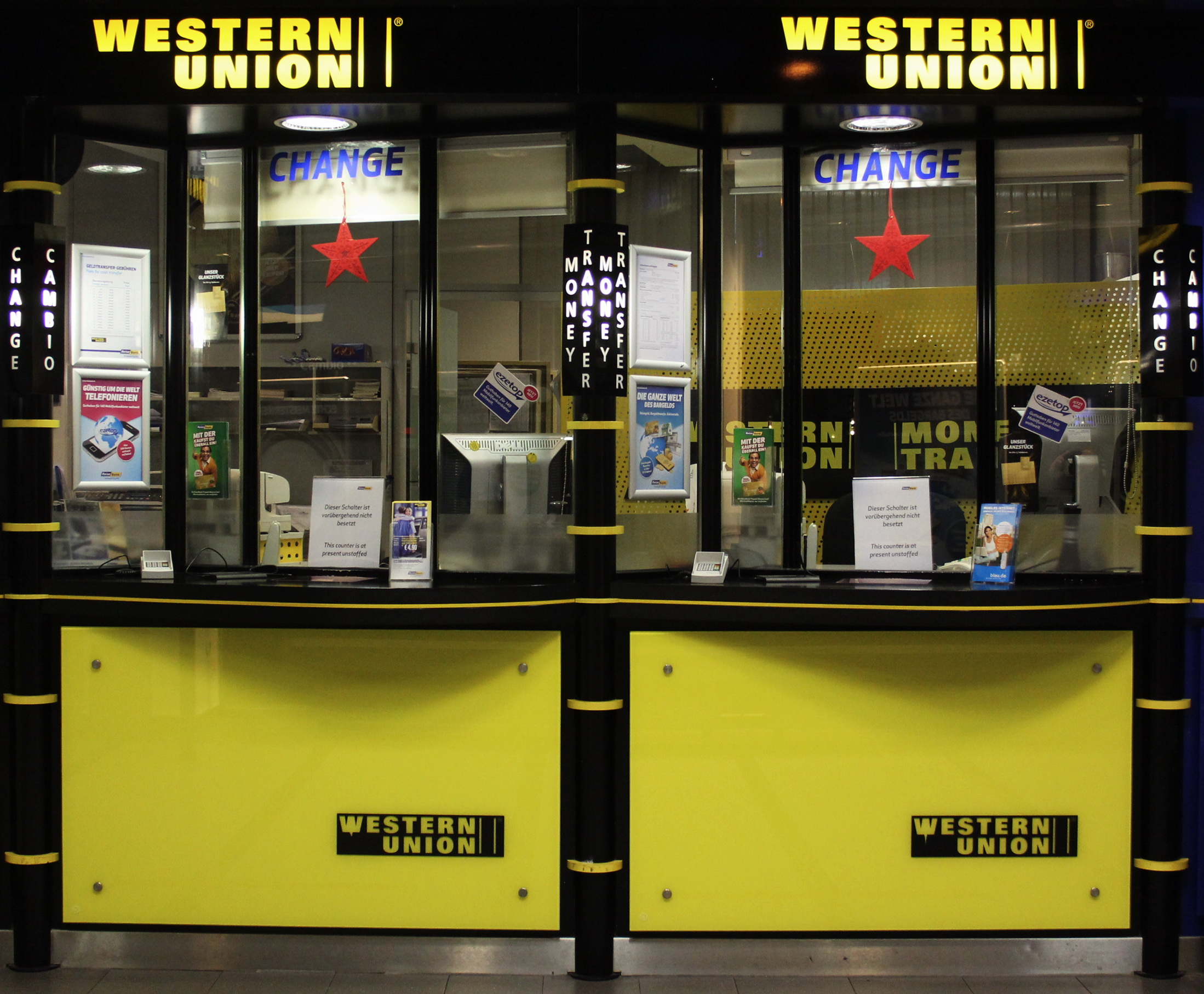
Växelkontor i Tyskland

Western Union är ett amerikanskt företag som efter sammanslagning av några företag grundades 1856 i Rochester, New York med namnet Western Union Telegraph Company.

## Verksamheter
I begynnelsen ägnade man sig åt att bygga och driva telegraflinjer i USA.

### Tjänster
1866 började man överföra börsrapporter i realtid på sina nät.

### Normaltid
1870 började man överföra tidsignaler. Den astronomiska middagssignalen kl 1200 hämtades från  United States Naval Observatory och distribuerades till centralur i USA:s alla fyra tidszoner. Från Western Unions lokala centralur skickades sedan varje timme synkroniseringssignaler till alla de kunder, som abonnerat på denna normaltid.

### Finansiella tjänster
1871 gav man sig in på att förmedla penningtransaktioner.

### Telefoni
Ett tag var man inne på telefonverksamhet, som emellertid medförde en konflikt med Bell System, som vann striden. Western Union avvecklade därför telefonverksamheten

### Renodling av verksamheten
2006 slutade man med telegrafverksamheten. Därefter har man helt ägnat sig åt förmedling av pengar över hela världen., och företaget heter inte längre Telegraph Company.
Det nordamerikanska huvudkontoret ligger i Greenwood Village, Colorado, och det internationella huvudkontoret i Montvale, New Jersey.
9 juni 2006 rapporterades det att Western Union hade 270 000 agenter i över 200 länder och territorier. Årsomsättningen i början av 2000-talet rör sig om tre miljarder US dollar.

## Bilder

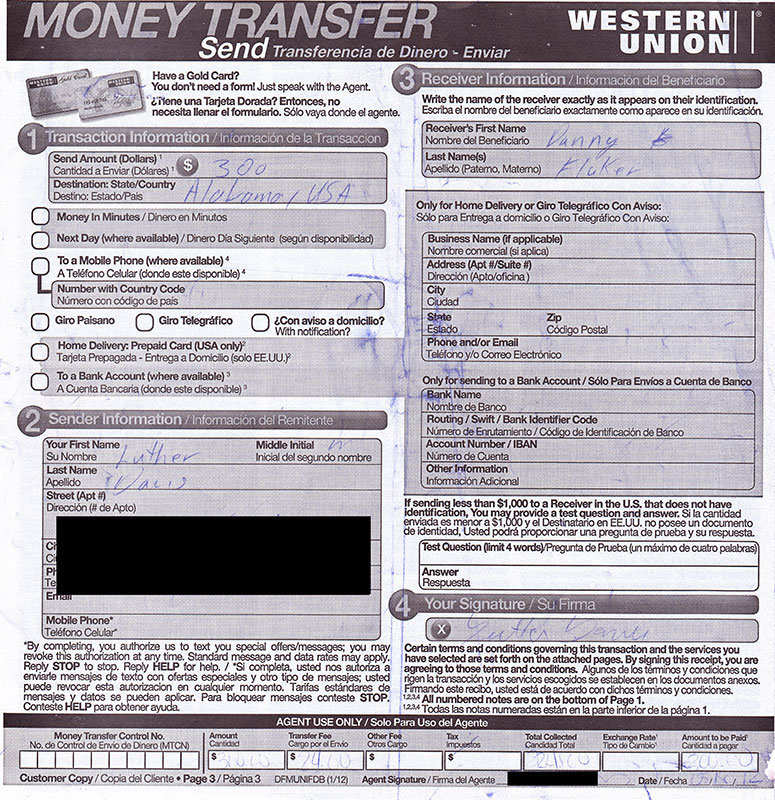
Allegat för penningtransaktion Av sekretess-skäl är mottagaren dold
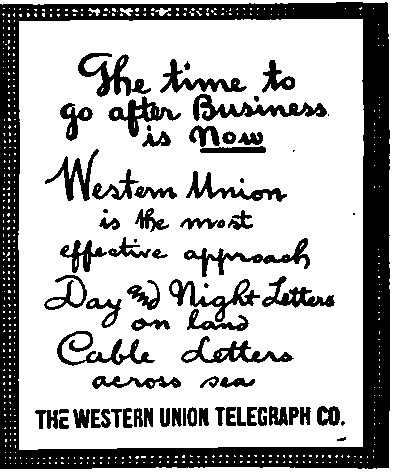
Tidningsannons 1914 med reklam för telegramverksamheten
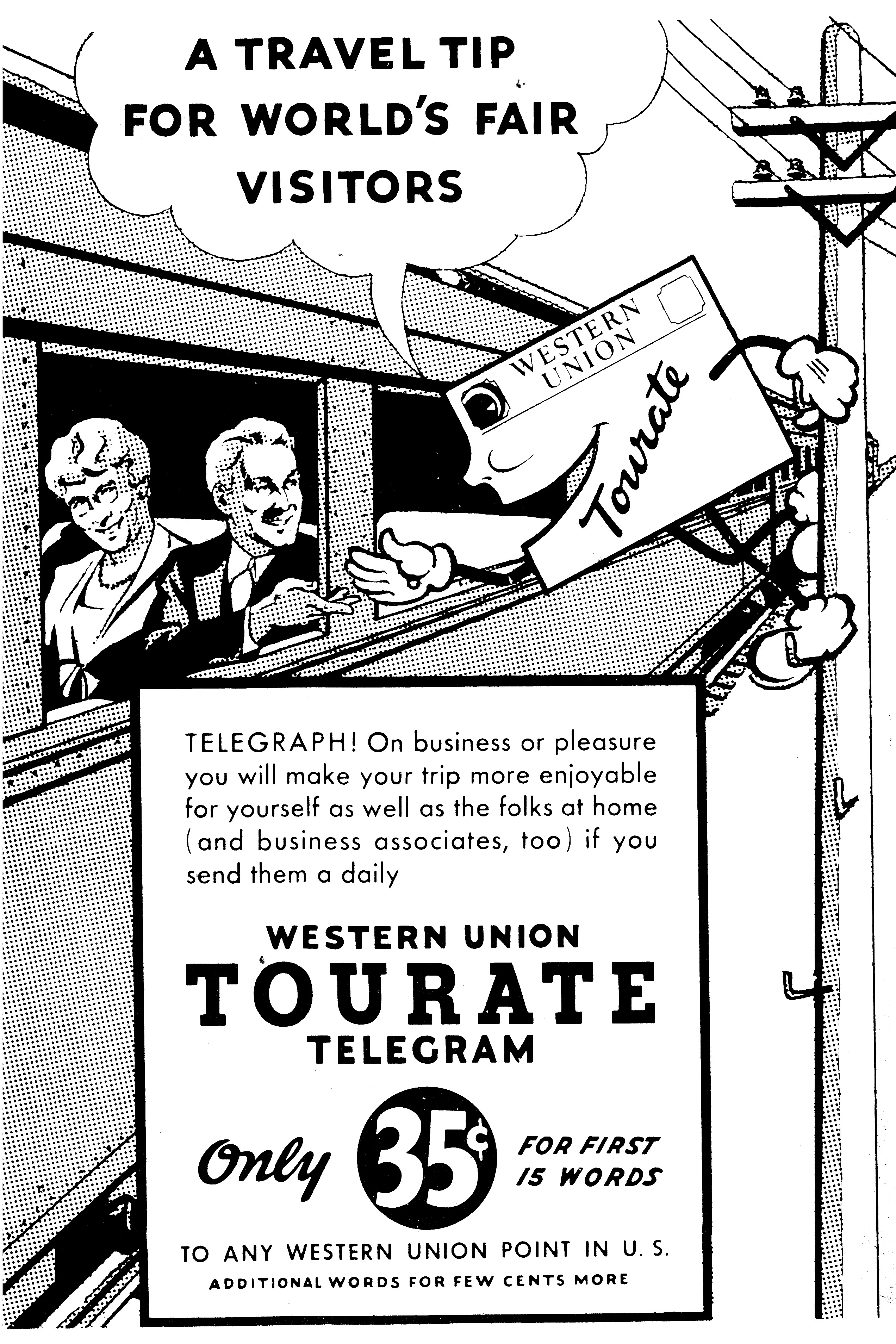
Annons 1939
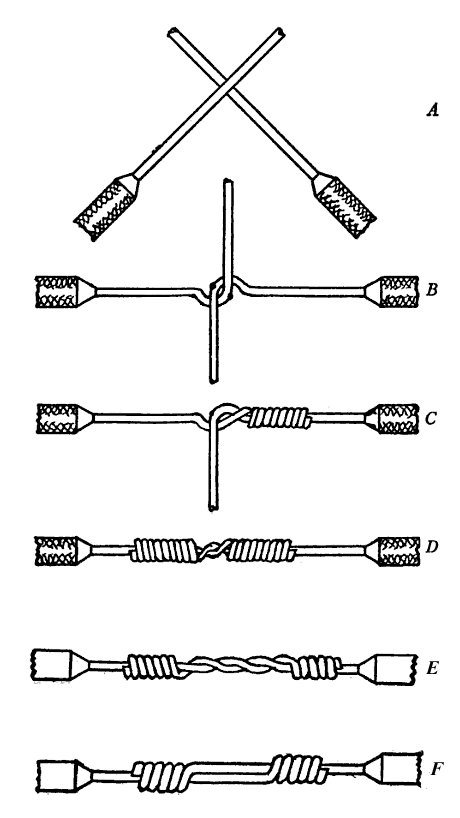
Så här skarvade Western Union telegraftråd I variant F är ursparningen i mitten avsedd för sammanlödning  av de parallella trådarna
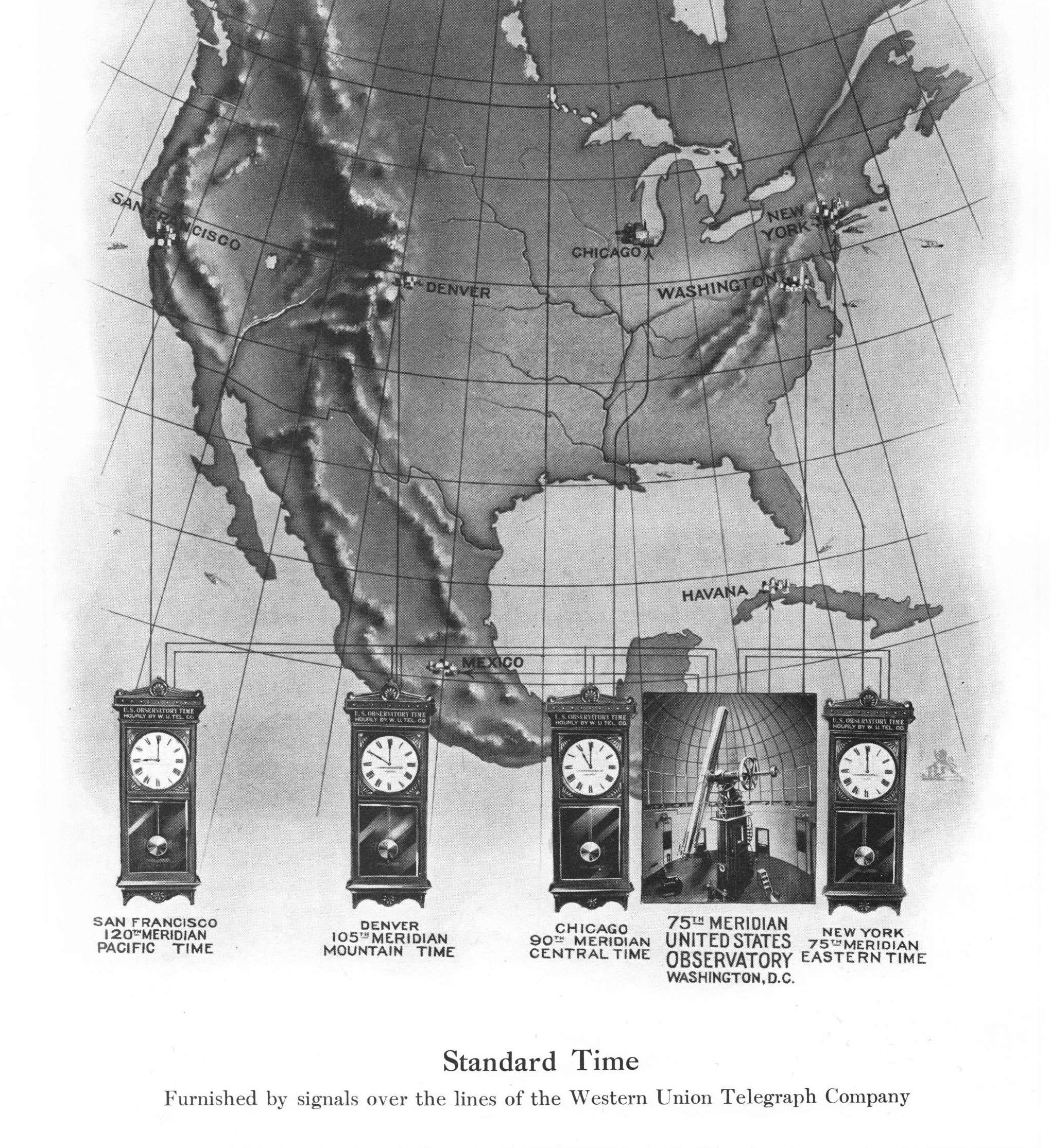
Distributionsnätet 1908 för normaltidsignaler San Francisco PST (120° W) Denver MST [105° W) Chicago CST (90° W) New York EST (75° W)
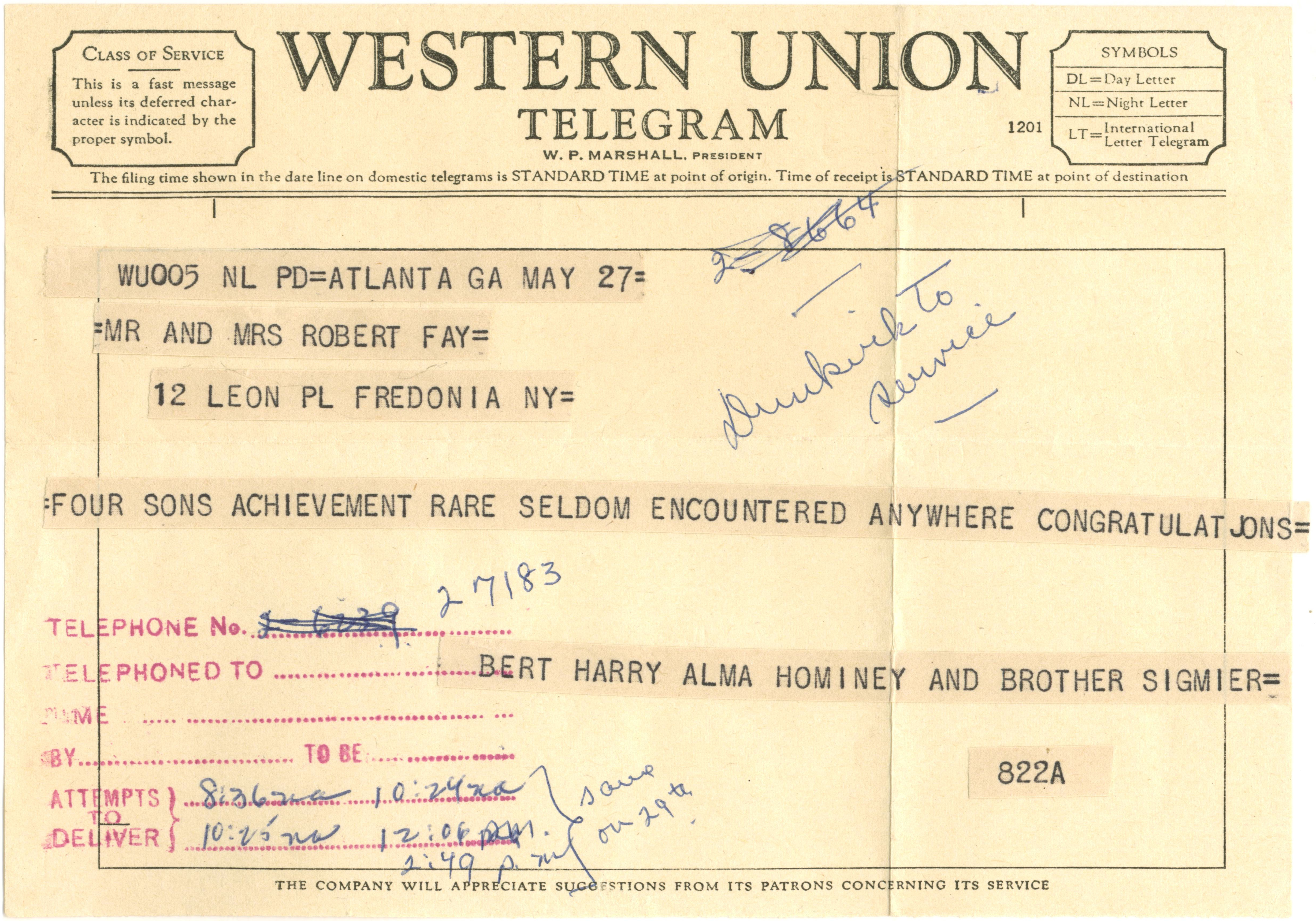
Telegram mottaget på en remsskrivare 1959
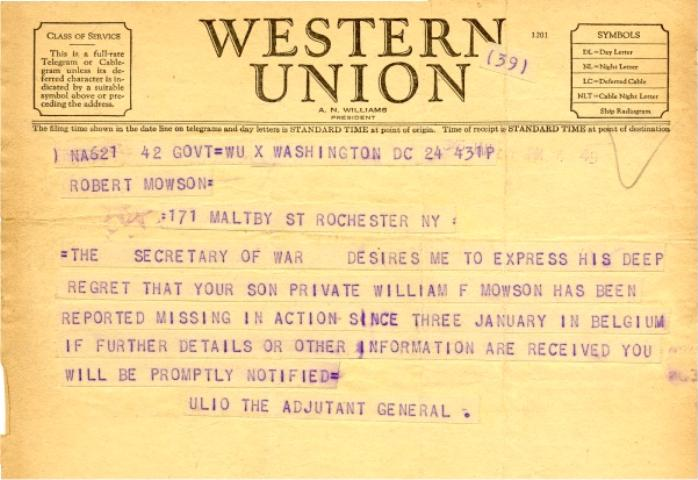
Kondoleanstelegram från andra världskriget Mottagning har skett med blankettskrivare (Telex)
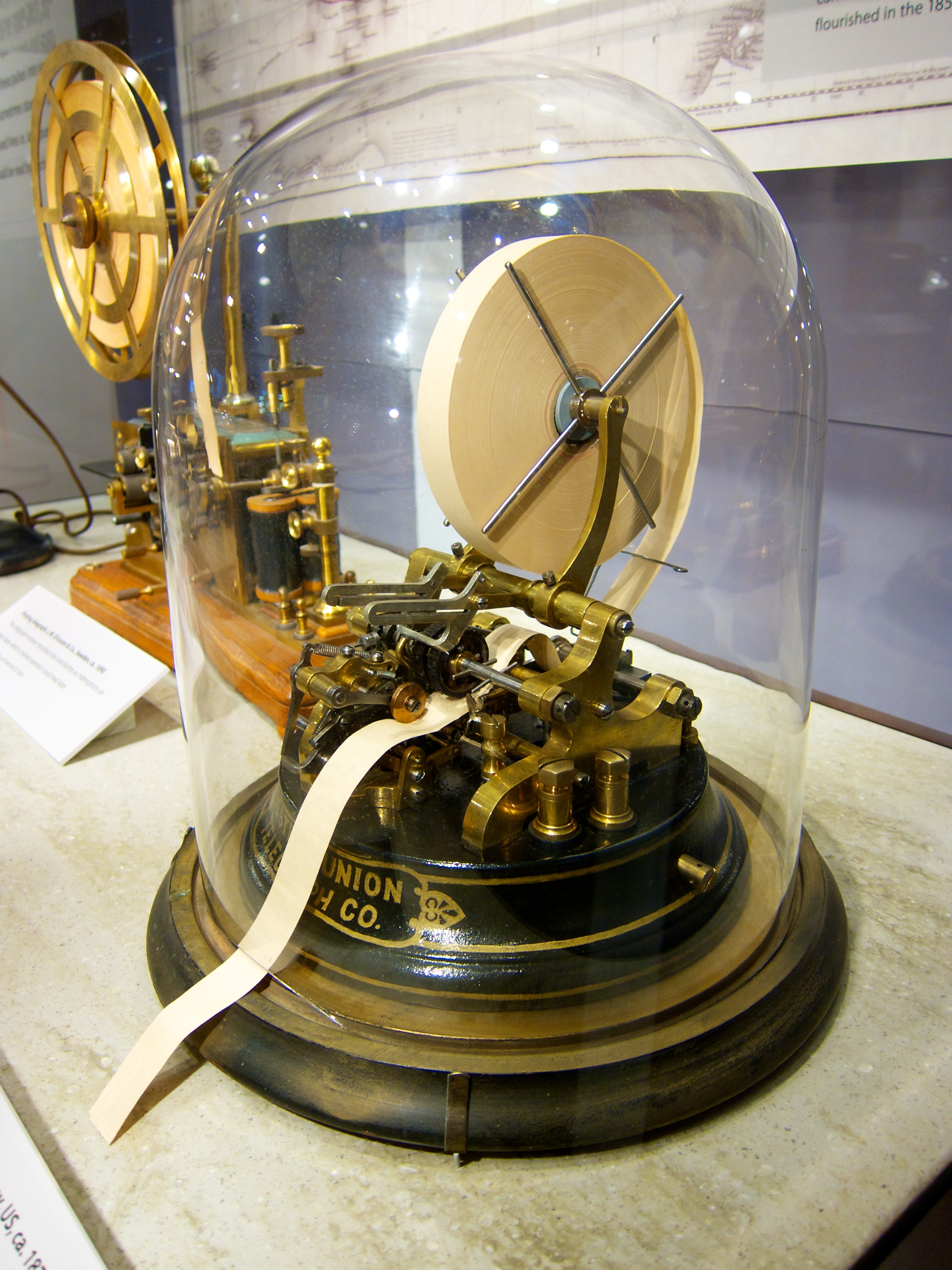
Western Unions remsskrivare för telegrafisk mottagning av börsrapporter I bakgrunden skymtar en motsvarande apparat av L M Ericssons tillverkning

- Distributionsnätet 1908 för normaltidsignaler
San Francisco PST (120° W)
Denver MST [105° W)
Chicago CST (90° W)
New York EST (75° W)
- Telegram mottaget på en remsskrivare 1959
- Kondoleanstelegram från andra världskriget
Mottagning har skett med blankettskrivare (Telex)
- Western Unions remsskrivare för telegrafisk mottagning av börsrapporter
I bakgrunden skymtar en motsvarande apparat av L M Ericssons tillverkning